# هانز موزا
هانز موزا (7 أبريل 1906–26 نوفمبر 1948) كان شوتزشتافل وموظفًا ألمانيًا خلال الحقبة النازية وقد خدم في نيونجامي في معسكرات الأعتقال أوشفيتز وميتلباو دورا. تم القبض عليه في نهاية الحرب وحوكم من قبل محكمة الحكومة العسكرية للولايات المتحدة. هو المتهم الوحيد، من بين 19 متهمًا في محاكمات دورا، الذي حكم عليه بالإعدام، أُعدم موزا في سجن لاندسبيرج عام 1948.

## مهنة شوتزشتافل
ولد موزا في دارمشتات في القيصرية الألمانية. ولكونه تاجرًا، فقد انضم إلى الحزب النازي في أكتوبر 1929 (العضو رقم 155301) وشوتزشتافل في يوليو 1931 (العضو رقم 9555). وفي يوليو 1940 انضم إلى الموظفين في معسكر اعتقال شوتزشتافل - هينزرت الذي افتتح حديثًا، والذي اشتهر بوحشيته، ثم انتقل لاحقًا إلى نوينجامى. من مايو 1943 حتى أكتوبر 1943 كان قد نُقل إلى أوشفيتز 3 مونوفيتس في منصب Kompanieführer من Wachbatallion (كتيبة الحرس) في إي غه فاربن «بونا». وبحلول نهاية أبريل 1944، كان أيضًا كومبانيفهرر من رجال الحراسة في معسكر أوشفيتز الأول الرئيسي (بالألمانية: Stammlager)‏.
انتقل إلى معسكر دورا المركزي في 1 مايو 1944، وعمل في البداية كنائب قائد معسكر الحضانة الوقائي (بالألمانية: Schutzhaftlagerführer)‏ ثم في يوليو تمت ترقيته إلى قائد معسكر الحراسة الوقائي الأول. هنا كان يرتكب الفظائع التي ستؤدي إلى محاكمته وإعدامه في وقت لاحق. في أثناء إعدام السجناء، على سبيل المثال، كان يقطع الحبال أحيانًا بينما كان الضحايا لا يزالون على قيد الحياة لإطالة معاناتهم. في فبراير 1945، عندما اجتاح الجيش الأحمر المواقع الألمانية على الجبهة الشرقية، تم إجلاء أفراد مقر القوات الخاصة في أوشفيتز إلى ميتلباو-دورا. استولى ريتشارد باير قائد أوشفيتز وموظفيه على مجمع دورا وتم تعيين موزا مرة أخرى نائبًا للقائد، هذه المرة تحت حكم فرانتس هوسلر.
في 5 أبريل 1945، عندما أغلقت الفرقة المدرعة الثالثة الأمريكية ميتلباو-دورا، قاد موزا الإخلاء القسري لأكثر من 3000 سجين إلى سكة الحديد لنقلهم إلى نوينجامي. وبسبب حالة الحرب تم تحويل القطار إلى معسكر اعتقال رافنسبروك بدلًا من ذلك. ثم اقتيد السجناء في مسيرة موت نحو المرحلة الأخيرة من رحلتهم.

## المحاكمة والإدانة والإعدام

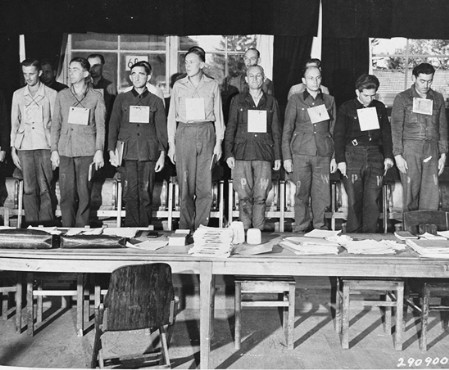
المدعى عليهم في دورا، هانز موزا الثالث من اليمين

تم اعتقال موزا في نهاية الحرب. بعد تحقيق يونيو 1945 الذي أجرته بعثة فيدن ‏ في ظروف دورا، كان موزا من بين 19 متهمًا حوكموا أمام محكمة الحكومة العسكرية العامة الأمريكية في محاكمات دورا (الولايات المتحدة الأمريكية ضد آرثر كورت أندراي وآخرون، القضية رقم 000-50-37)، جزء من محاكمات داكاو. بدأت الإجراءات في 7 يوليو 1947 واستمرت حتى 30 ديسمبر. تم الكشف أن موزا كانت حاضرًا في الإعدامات وأنه أطلق النار شخصيًا على نمط إعدام السجناء أثناء محاولات الهروب. كما نُسبت مسؤولية مسيرات الموت أثناء الإخلاء النهائي لدورا إليه. قال في بيان محاكمته: 
 أطلقت النار على إنسان بنفس الطريقة، وبنفس السرور، كما لو كنتَ تطلق النار على الغزلان. عندما جئت إلى قوات الأمن الخاصة واضطررت إلى إطلاق النار على أول ثلاثة أشخاص، لم يكن طعامي جيدًا لمدة ثلاثة أيام، ولكن اليوم من دواعي سروري. إنها فرحة بالنسبة لي". 
 بعد إدانته، كان المتهم الوحيد في محاكمة دورا المحكوم عليه بالإعدام. بعد الاستئناف، أُعدم موسر شنقًا في سجن لاندسبيرج في 26 نوفمبر 1948.

## روابط خارجية
- صورة هانز موسر عام 1937 ويكيبيديا:وصلات خارجية مكسورة